# 泰爾尼夫卡 (彼得羅-米哈伊利夫卡市鎮)
48°7′19″N 35°19′59″E / 48.12194°N 35.33306°E
泰爾尼夫卡（羅馬化：Ternivka）是位於烏克蘭東南部的村莊，由扎波羅熱州扎波羅熱区的彼得羅-米哈伊利夫卡市鎮負責管轄。該村始建於1806年，面積1.71平方公里，2001年人口598，人口密度每平方公里350.3人。